# Candoia superciliosa
Candoia superciliosa е вид змия от семейство Боидни (Boidae). Видът не е застрашен от изчезване.

## Разпространение
Разпространен е в Палау.

## Описание
Популацията на вида е стабилна.